# Графство Артоа
Графството Артоа (на френски: Comté d'Artois; на нидерландски: Graafschap Artesië) е историческа провинция, територия в Средновековна Франция в Свещената Римска империя от 1237 до 1640 г., в днешния департамент Па дьо Кале, Северна Франция. Столица е град Арас.

## История
Името на графството идва от древното племе Атребати. През ранния 10 век за Артоа се бият могъщите графове на Фландрия и Вермандоа. От 932 г. графовете на Фландрия се установяват за дълго в региона.
През 1180 г. Изабела от Хенегау се омъжва за престолонаследника принц Филип II от Франция. От своя чичо граф Филип I от Фландрия тя получава като зестра Артоа и други територии във Фландрия. След нейната смърт графството получава нейният малолетен син, престолонаследника принц Луи VIII. През 1223 г. Луи VIII става крал на Франция и Артоа е обединена със земите на френската корона. В завещанието си през 1226 г. той дава Артоа на сина си Роберт I, който основава династията Франция-Артоа.